# Pedaliodes tyro
Pedaliodes tyro är en fjärilsart som beskrevs av Otto Thieme 1905. Pedaliodes tyro ingår i släktet Pedaliodes och familjen praktfjärilar. Inga underarter finns listade i Catalogue of Life.